# Hemianemia lanuginosa
Hemianemia lanuginosa là một loài dương xỉ trong họ Anemiaceae. Loài này được Brongn. ex J.W. Sturm C.F. Reed mô tả khoa học đầu tiên năm 1948.